# Pointe La Rue
Point la Rue és un districte de Seychelles situat a l'illa de Mahé que presenta un clima càlid tot l'any. Aquest districte és considerat un dels millors llocs per pescar a les Seychelles. L'Aeroport Internacional de les Seychelles es troba a la seva costa nord.